# WPA-10-Ball-Weltmeisterschaft
Die WPA-10-Ball-Weltmeisterschaft (offiziell: WPA World 10-Ball Championship) ist die von der World Pool-Billiard Association ausgetragene Weltmeisterschaft in der Poolbillarddisziplin 10-Ball.

## Geschichte
Raya Sports hatte bereits die WPA-9-Ball-Weltmeisterschaften 2006 und 2007 in den Philippinen ausgetragen, entschied sich dann jedoch ab 2008, die WM – statt im 9-Ball – in der Disziplin 10-Ball auszutragen. Die 9-Ball-WM wurde daraufhin zwei Jahre ausgesetzt und fand erst 2010 wieder statt.
Die erste Auflage der 10-Ball-WM fand in der philippinischen Hauptstadt Manila statt. Es wurden insgesamt 400.000 US$ Preisgeld ausgeschüttet, davon 100.000 US$ an den Sieger. Auch 2009 fand die WM wieder in Manila statt. Das Preisgeld wurde allerdings anschließend auf 262.000 US$ reduziert (60.000 US$ für den Sieger).
Nach vier Jahren Pause gab es 2015 eine Neuauflage, diesmal im südphilippinischen General Santos. Nachdem eine für 2018 geplante Ausgabe, die erneut in Manila stattfinden sollte, abgesagt wurde, kündigten Predator und Cue Sports International im Dezember 2018 an, die 10-Ball-Weltmeisterschaft gemeinsam mit der WPA wiedereinzuführen. Als Austragungsort für die Jahre 2019 bis 2021 wurde Las Vegas festgelegt.

## Modus
Die 128 teilnehmenden Spieler wurden zunächst im Doppel-K.-o.-System auf 64 Spieler reduziert, die anschließend den Weltmeister im K.-o.-System ausspielten.

## Die Turniere im Überblick
| Jahr | Austragungsort | Sieger                                  | Ergebnis                                | Finalist                                | Halbfinalisten                          |
| ---- | -------------- | --------------------------------------- | --------------------------------------- | --------------------------------------- | --------------------------------------- |
| 2008 | Manila         | Darren Appleton                         | 13:11                                   | Wu Chia-Ching                           | Niels Feijen                            |
| 2008 | Manila         | Darren Appleton                         | 13:11                                   | Wu Chia-Ching                           | Demosthenes Pulpul                      |
| 2009 | Manila         | Mika Immonen                            | 11:6                                    | Lee Van Corteza                         | Antonio Lining                          |
| 2009 | Manila         | Mika Immonen                            | 11:6                                    | Lee Van Corteza                         | David Alcaide                           |
| 2011 | Manila         | Huidji See                              | 11:8                                    | Fu Jianbo                               | Yukio Akakariyama                       |
| 2011 | Manila         | Huidji See                              | 11:8                                    | Fu Jianbo                               | Carlo Biado                             |
| 2015 | General Santos | Ko Pin-yi                               | 11:9                                    | Carlo Biado                             | Ko Ping-chung                           |
| 2015 | General Santos | Ko Pin-yi                               | 11:9                                    | Carlo Biado                             | David Alcaide                           |
| 2019 | Las Vegas      | Ko Ping-chung                           | 10:7                                    | Joshua Filler                           | Masato Yoshioka                         |
| 2019 | Las Vegas      | Ko Ping-chung                           | 10:7                                    | Joshua Filler                           | Ko Pin-yi                               |
| 2020 | Las Vegas      | abgesagt aufgrund der COVID-19-Pandemie | abgesagt aufgrund der COVID-19-Pandemie | abgesagt aufgrund der COVID-19-Pandemie | abgesagt aufgrund der COVID-19-Pandemie |
| 2021 | Las Vegas      | Eklent Kaçi                             | 10:6                                    | Naoyuki Ōi                              | Aloysius Yapp                           |
| 2021 | Las Vegas      | Eklent Kaçi                             | 10:6                                    | Naoyuki Ōi                              | Johann Chua                             |
| 2022 |                | Wojciech Szewczyk                       |                                         |                                         |                                         |
| 2022 |                | Wojciech Szewczyk                       |                                         |                                         |                                         |
| 2023 |                | Eklent Kaçi                             |                                         |                                         |                                         |
| 2023 |                | Eklent Kaçi                             |                                         |                                         |                                         |
| 2024 |                | Carlo Biado                             |                                         |                                         |                                         |